# (2874) Jim Young
(2874) Jim Young est un astéroïde de la ceinture principale.

## Description
(2874) Jim Young est un astéroïde de la ceinture principale d'astéroïdes. Il fut découvert le 13 octobre 1982 à la station Anderson Mesa par Edward L. G. Bowell. Il présente une orbite caractérisée par un demi-grand axe de 2,24 UA, une excentricité de 0,13 et une inclinaison de 4,9° par rapport à l'écliptique.

## Compléments